# Klubbergstjärnarna (Överhogdals socken, Härjedalen, 690542-145079)
Klubbergstjärnarna är en sjö i Härjedalens kommun i Härjedalen och ingår i Ljusnans huvudavrinningsområde.